# Gangnam-gu Office (métro de Séoul)
Gangnam-gu Office (hangeul : 강남구청 ; hanja : 江南區廳, littéralement en français « Mairie ou Hôtel-de-ville de Gangnam-gu ») est une station de correspondance entre la ligne 7 et la ligne Suin–Bundang du métro de Séoul. Elle est située au 346 Hakdong-ro, quartier Samseong-dong, dans l'arrondissement de Dongdaemun-gu, à Séoul en Corée du Sud.
Ouverte en 2000 et devenue une station de correspondance en 2012, elle est desservie par les rames qui circulent sur la ligne 7 et par les rames qui circulent sur la ligne Suin–Bundang.

## Situation sur le réseau

Plan du réseau (2023)

Établie en souterrain, la station Gangnam-gu Office est une station de correspondance entre la ligne 7 et la ligne Suin–Bundang du métro de Séoul, : 
sur la ligne 7, elle est située entre la station Apgujeongrodeo, en direction du terminus nord Jangam, et la station Hak-dong en direction du terminus ouest Seongnam, ;
sur la ligne Suin–Bundang, elle est située entre la station Seoul-forest, en direction du terminus nord Cheongnyangni, et la station Seonjeongneung en direction du terminus ouest Incheon,.

## Histoire
La station Gangnam-gu Office est mise en service le 1er août 2000, , lors de l'ouverture à l'exploitation de la section centrale de la ligne 7 du métro de Séoul entre Université de Konkuk et Sinpung.
Elle devient une station de correspondance le 6 octobre 2012, lors de l'ouverture à l'exploitation de l'extension de la ligne Bundang , de 6,6 km, de Seolleung à Wangsimni.
Puis c'est une station de passage et de correspondance de la ligne Suin–Bundang, lors de la création de celle-ci, le 12 septembre 2020, par la fusion de la ligne Bundang et de la ligne Suin, reliées par un nouveau tronçon complété par l'utilisation en commun d'un tronçon de la ligne 4 du métro de Séoul.

## Services aux voyageurs

### Accès et accueil
La station souterraine est située au 346 Hakdong-ro, quartier Samseong-dong. Elle dispose de cinq bouches, numérotées de 1 à 4, + 3-1, situées de part et d'autre de la Hakdong-ro en amont et en aval de son croisement avec la Seolleung-ro. Des escaiers, escaliers mécaniques et ascenseurs permettent les liaisons piétonnes entre la surface et niveaux en sous-sol. On y trouve une billetterie équipée d'automates pour l'achat de titres de transport valables sur l'ensemble du réseau du métro de Séoul. Les ascenseurs et notamment des toilettes spécifiques permettent l'accessibilité aux personnes à la mobilité réduite.

### Station ligne 7
Gangnam-gu Office  est desservie par les rames omnibus qui circulent sur la ligne 7. Elle dispose de deux voies desservant deux quais équipés de portes palièresref name="KorailStationOfficiel"/>.

Installations ligne 7
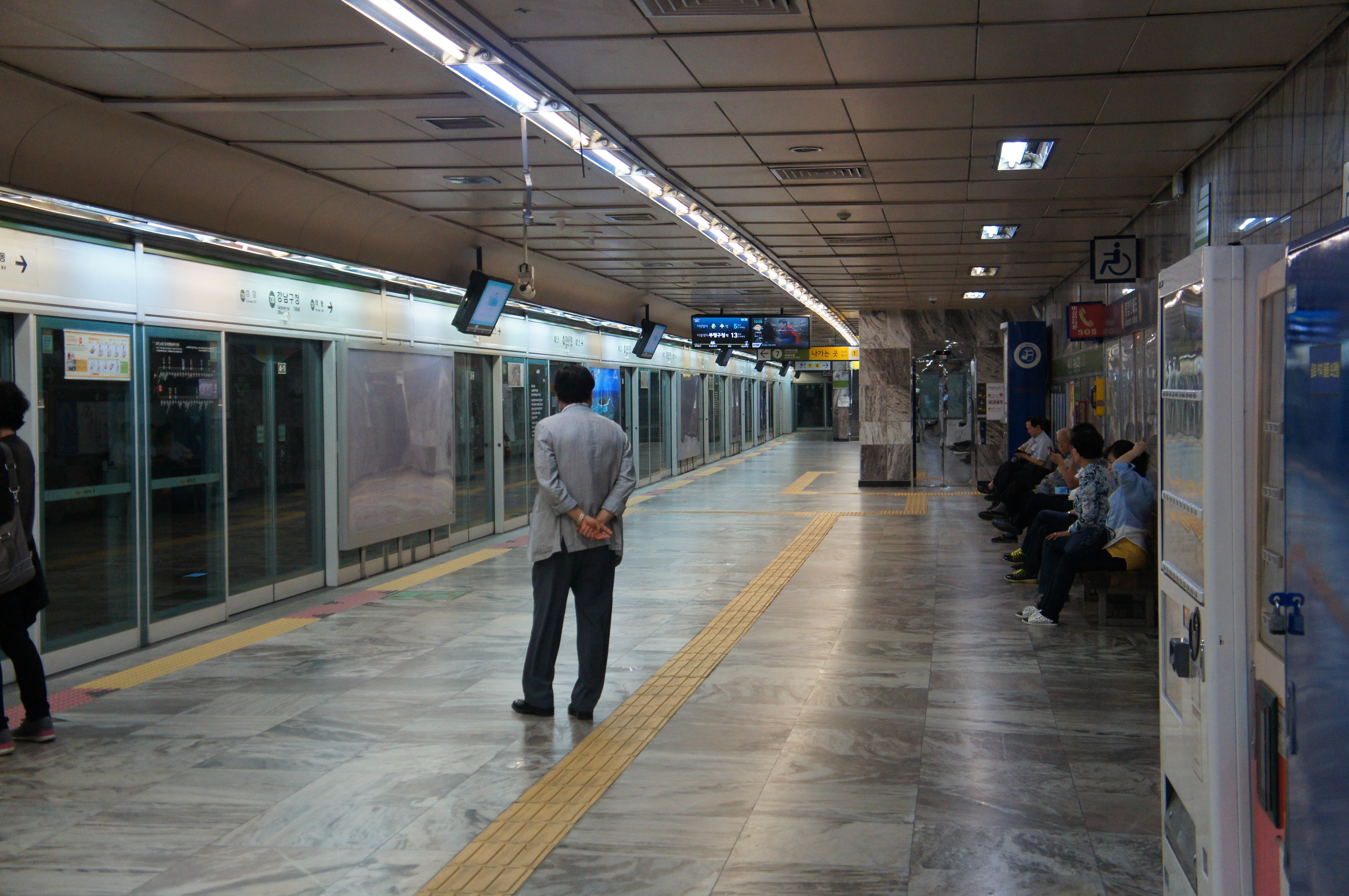
En 2013.
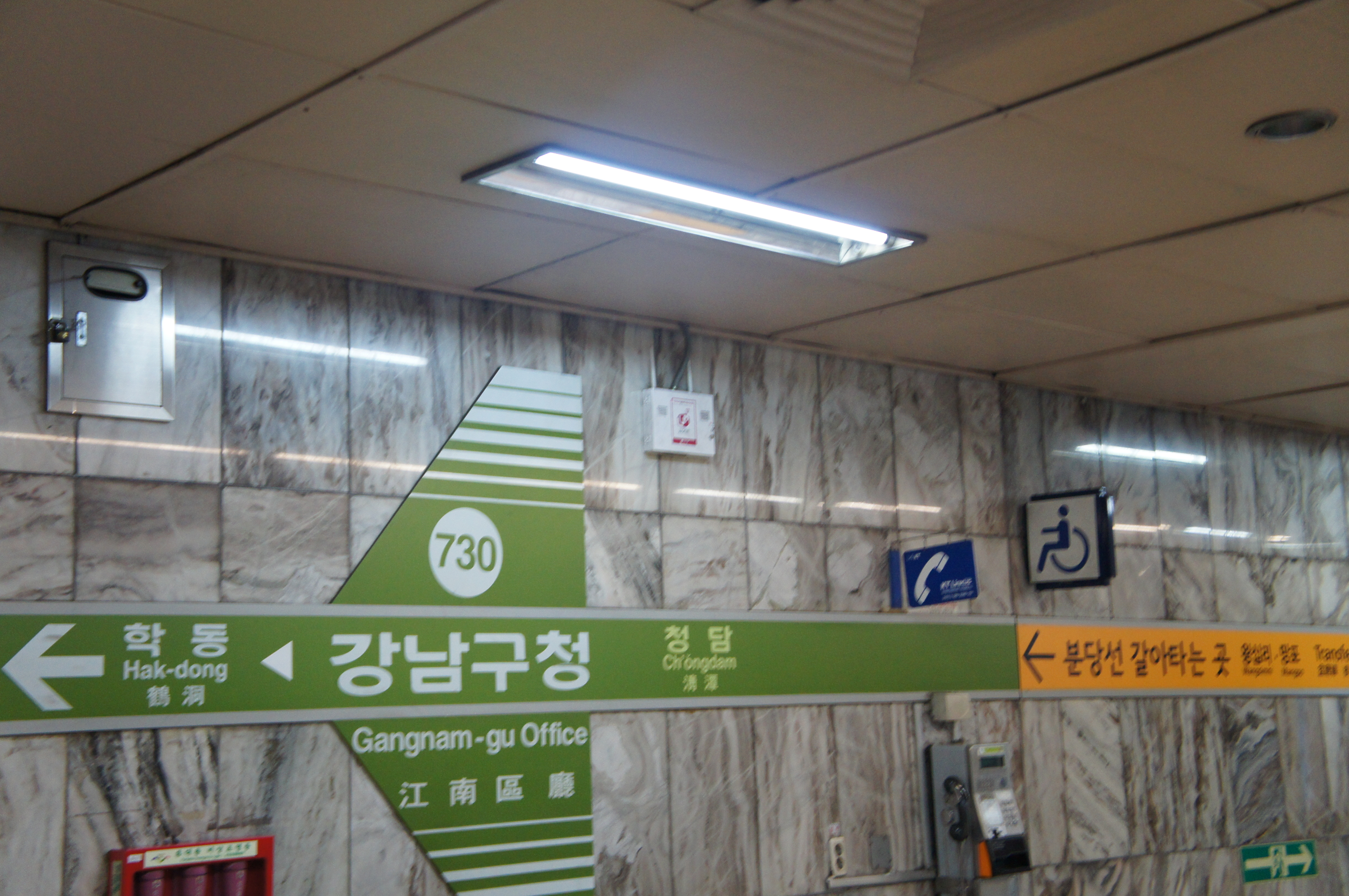
En 2013.
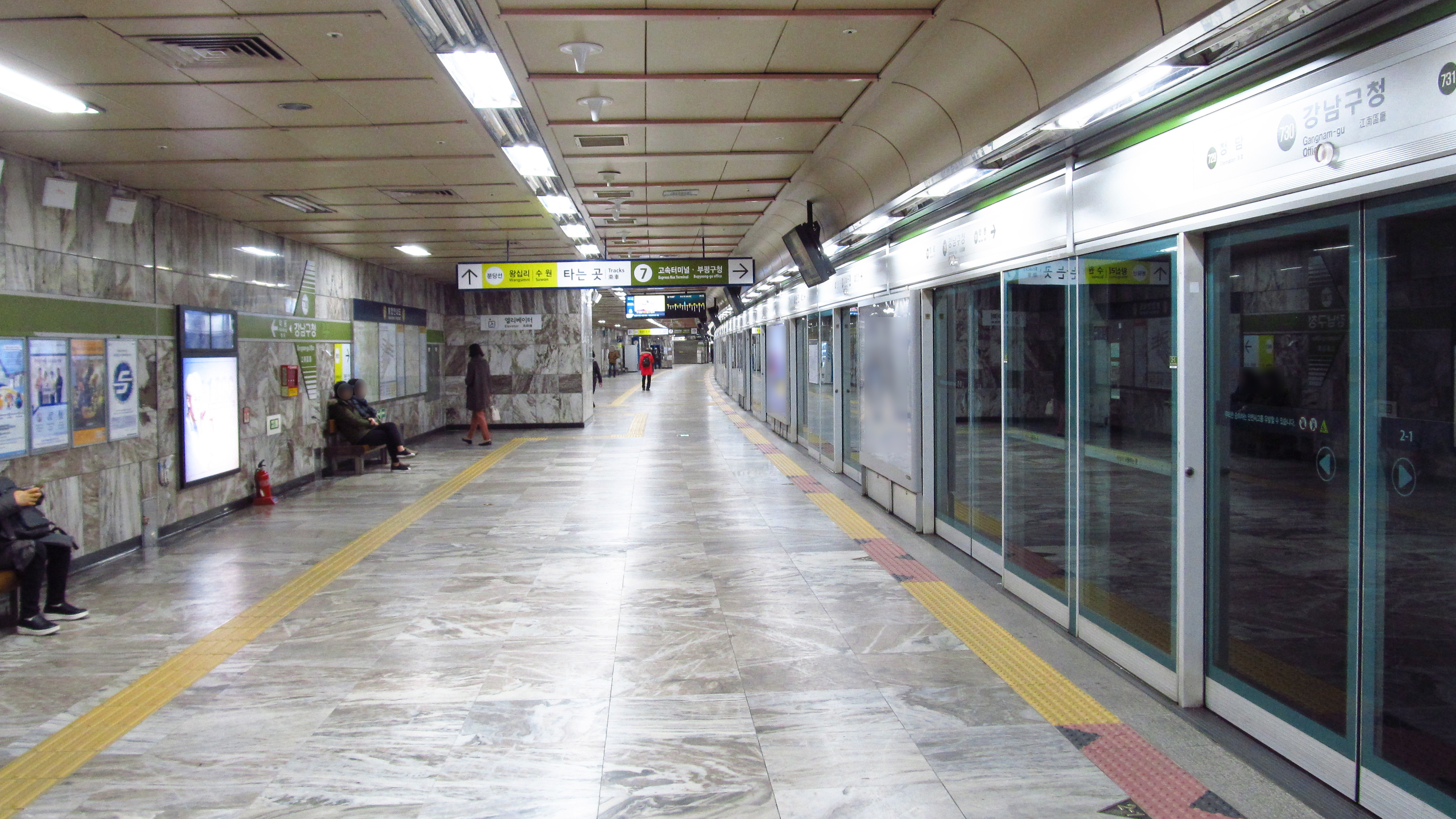
En 2018.

### Station ligne Suin–Bundang
Gangnam-gu Office  est desservie par les rames omnibus qui circulent sur la ligne Suin–Bundang. Elle dispose de deux voies desservant deux quais équipés de portes palièresref name="KorailStationOfficiel"/>.

Installations ligne Suin–Bundang
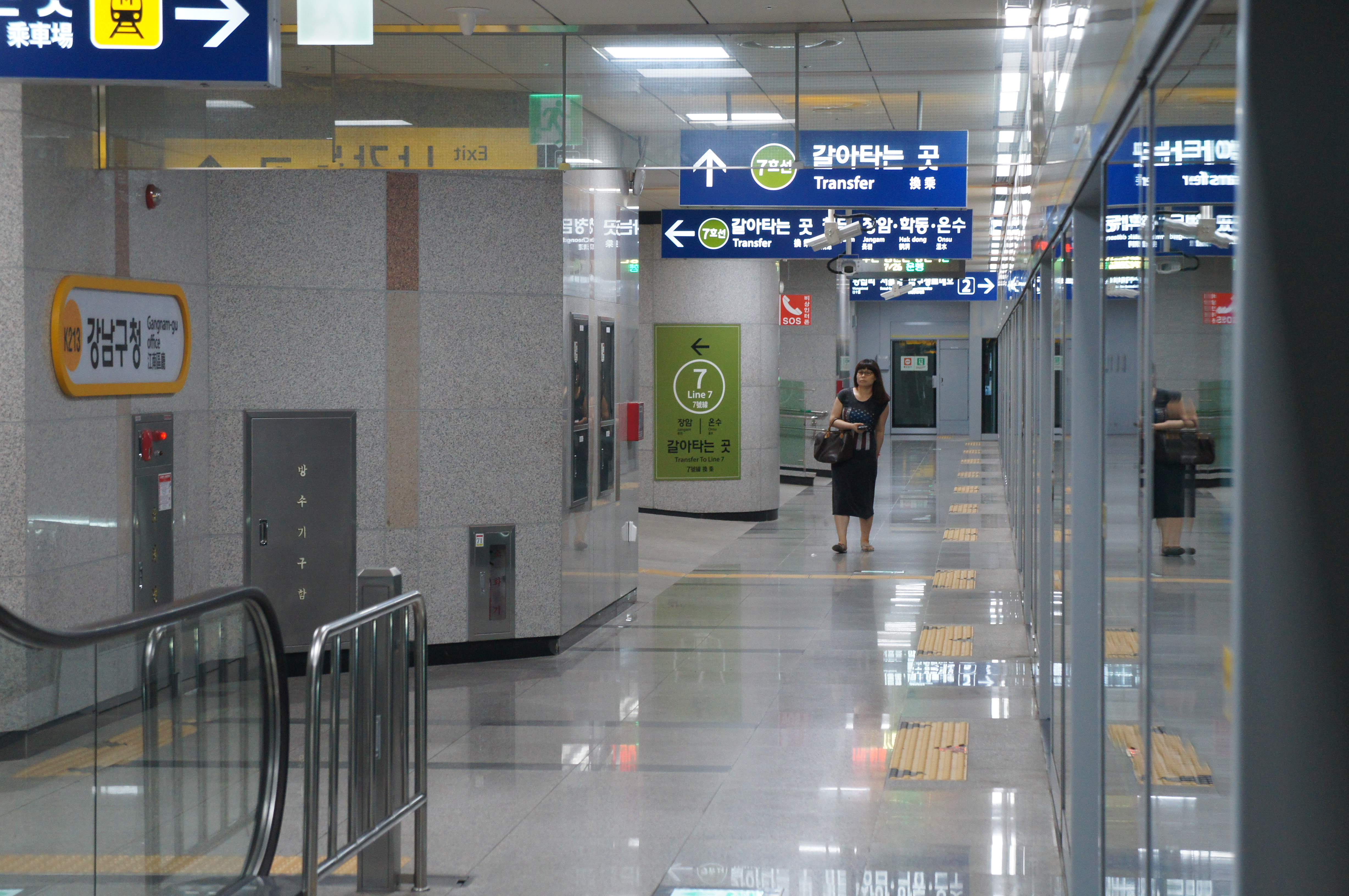
En 2013.
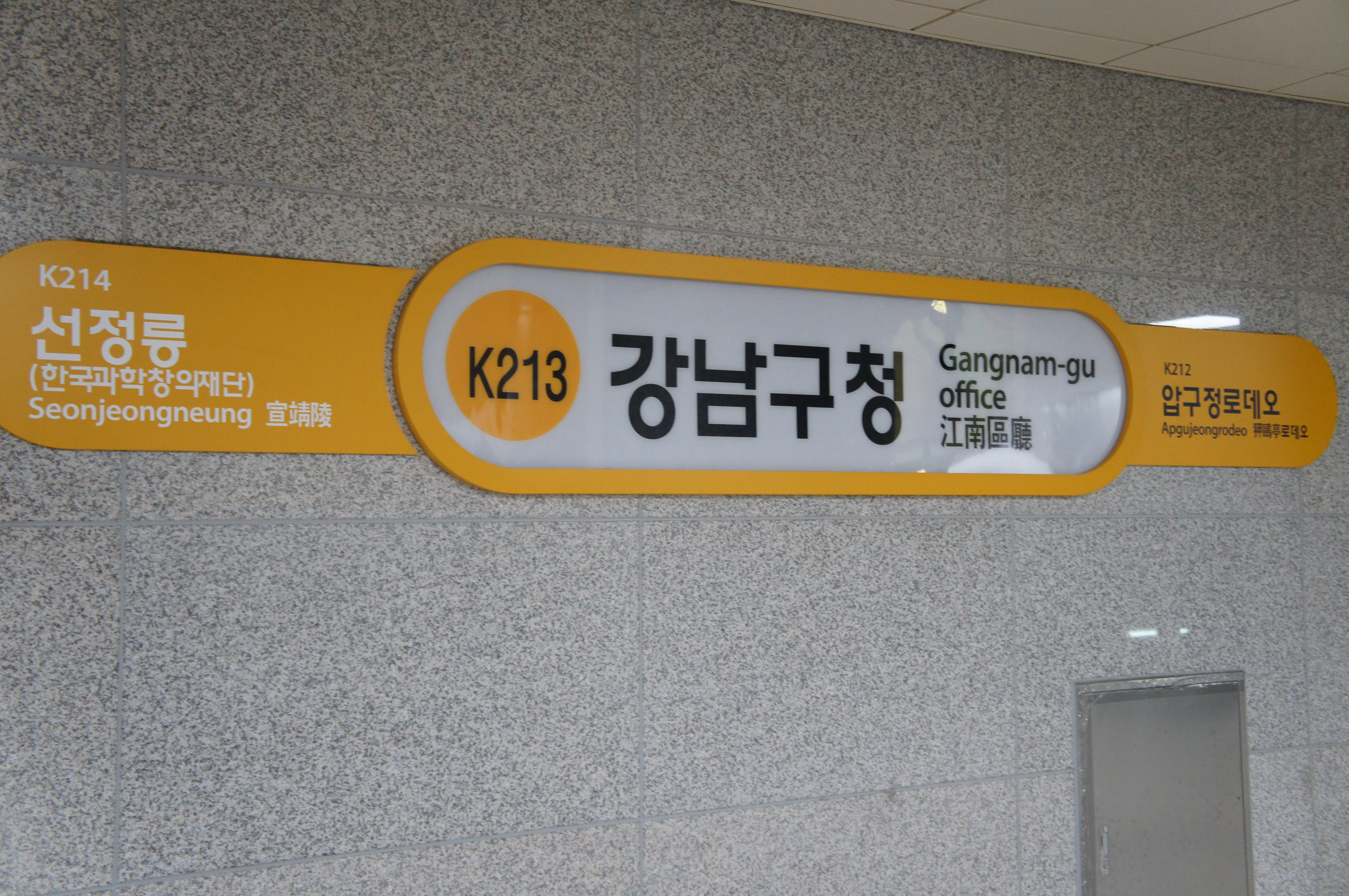
En 2013.
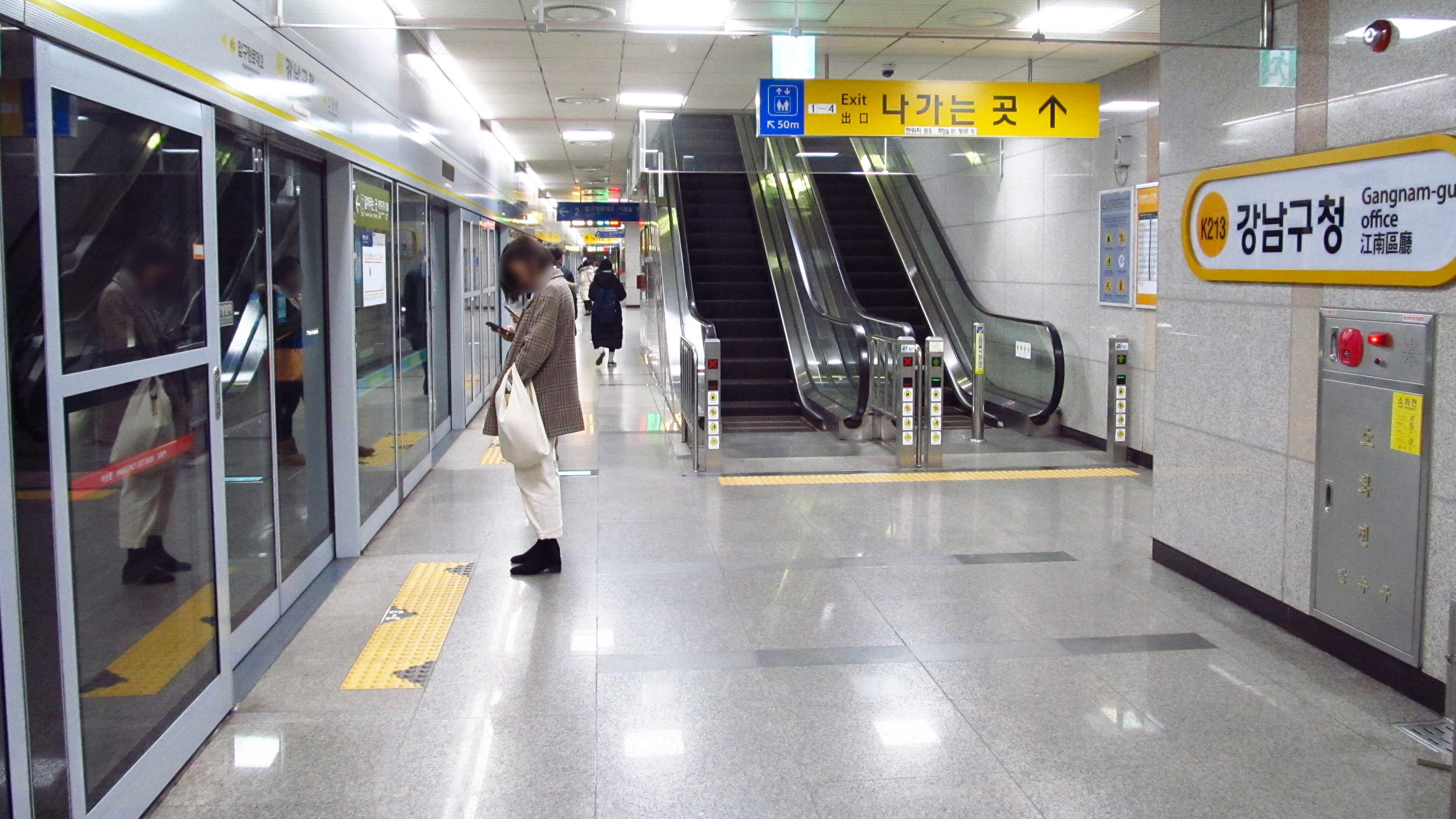
En 2018.

### Intermodalité
Des arrêts de bus sont établis à proximité des bouches de la station.